# Пумарі-Кіш
Пумарі Кіш, також Пік 11 (урду پماری چش) — найвища вершина хребта Гіспар Музтаг гірської системи Каракорум, висотою 7492 м. 53-тя за висотою в світі і 19-та у Пакистані. Гора розташована на північ від льодовика Гіспар в масиві гори Куніанг Кіш (7852 м) за 4 кілометри на схід від головної вершини масиву.

## Історія сходжень
Перша спроба сходження на Пумарі Кіш була зроблена в 1974 році австрійською експедицією по північній стіні з льодовика Язгіль, але була невдалою.
У 1979 році японська експедиція Альпіністської Асоціації Хоккайдо, почавши сходження з льодовика Куніанг далеко на захід від вершини і пройшовши довгий шлях, добилася успіху. Експедиція також першою пройшла високий перевал, щоб потрапити у верхів'я льодовика Язгіль, звідти вона досягла північного гребеня Пумарі Кіш.
Згідно з «Гімалайським журналом», подальших успішних сходжень на Пумарі Кіш не зареєстровано.

## Підкорення південної вершини Пумарі Кіш
За 1 км на південний схід від головної вершини розташована Пумарі Кіш Південна (7350 м). Після двох невдалих спроб сходження на пік у 1999 і 2000 роках Джулією-Анною Кліма і Роджером Пейном, 12 червня 2007 р. вершина була підкорена Янніком Граціані і Крістіаном Троммсдорфом. Сходження з перепадом 2700 м було дуже важким технічно і здійснене в чистому альпійському стилі (Alpine style) за шість днів.

## Ресурси Інтернету
- Pumari Chhish 7492m